# 汉斯·林德贝里
汉斯·林德贝里（瑞典語：Hans Lindberg，1945年1月16日—），瑞典男子冰球运动员，场上位置是前锋。他曾代表瑞典国家队参加1972年冬季奥林匹克运动会冰球比赛，获得第4名。